# Susan Collins
Susan Collins   (Caribou, 7 de desembre de 1952) és una política estatunidenca que ocupa el càrrec de senadora dels Estats Units sènior per Maine. És republicana i ha representat Maine al Senat des del 1997.

## Biografia
Va néixer a Caribou (Maine) i es va graduar de la Universitat de St. Lawrence. Va començar la seva carrera com a assistent del senador William Cohen el 1975 i esdevingué directora de personal del subcomitè de control de la gestió governamental del comitè d'afers governamentals (que després esdevindria el comitè de seguretat nacional i d'afers governamentals) el 1981. Va ser nomenada comissionada del departament de regulació professional i financera de Maine pel governador John R. McKernan Jr. el 1987. El 1992 va ser nomenada pel president George H. W. Bush directora de l'oficina regional de l'Administració de Petites Empreses a Boston (Massachusetts). Collins va esdevenir tresorera estatal adjunta de Massachusetts el 1993. Després de tornar a Maine el 1994, va esdevenir la candidata republicana a governadora de Maine a les eleccions generals de 1994. Va ser la primera candidata dona d'un partit important pel càrrec i va quedar 3a en una cursa a quatre bandes amb un 23% dels vots. Després de la candidatura a governadora el 1994, va ser la directora fundadora del Centre per les Empreses Familiars de la Universitat Husson.
Collins va ser elegida al Senat dels Estats Units per primer cop el 1996. Va ser reelegida el 2002, el 2008 i el 2014. És la presidenta del comitè especial d'envelliment del Senat i ex-presidenta del comitè de seguretat nacional i d'afers governamentals. És la dona republicana més veterana al Senat, la degana de la delegació de Maine al Congrés i l'única republicana de Nova Anglaterra al 116è Congrés. És considerada una de les republicanes més moderades al Senat i, per tant, com un vot sovint decisiu.

## Reconeixements
El desembre de 2024, la BBC va incloure-la en la seva llista 100 Women, que reconeix a les dones més inspiradores i influents de l'any a nivell mundial.